# Любомль
Лю́бомль (укр. Лю́бомль) — город в Ковельском районе Волынской области Украины. Административный центр Любомльской городской общины.

## География

### Расположение и рельеф
Город Любомль расположен в юго-западной части Ковельского района Волынской области на северном западе Украины. Площадь города составляет 11,986 км². Он находится на расстоянии приблизительно в 17 км от границы с Польшей и в 52 км от Беларуси. Рельеф сформировался на Полесской низменности, высота над уровнем моря — 187 м.

### Физико-географическое районирование
Любомль расположен на территории физико-географического края «Волынское Полесье» в мешанолесовой хвойно-широколистой физико-географической зоне, которую также называют Украинским Полесьем.

### Климат
Климат Любомля умеренно-континентальный, с мягкой зимой и тёплым летом, с затяжной весной и осенью. Среднее количество осадков — 595—605 мм. В тёплый период года выпадает до 70 % осадков. Преобладают западные ветры. Средняя температура января −4,4°С, июля +18,6…18,8°С. Наблюдения за погодой ведёт метеостанция в селе Свитязь Шацкой сельской общины.

## История
Поселение известно с XIII века. Первое письменное упоминание о городе содержится в Ипатьевской летописи и относится к 1287 году.
В 1340 году Любомль был захвачен литовцами и вошёл в состав Великого княжества Литовского. Предположительно, в «Списке русских городов дальних и ближних» конца XIV века он указан в группе волынских городов под именем Любно.
В 1392 году Любомль посетил польский князь Владислав Ягайло. Город ему так понравился, что на память, в 1412 году, он построил костёл, который сохранился до наших дней.
Еврейская община в Любомле являлась одной из старейших на территории Украины (в 1970е годы отмечалось её 600-летие)[уточнить]. В 1510 году в здесь была построена синагога.
В 1541 году город получил Магдебургское право, но его действие было ограниченным.
После Люблинской унии 1569 года город вошёл в состав Речи Посполитой.
После третьего раздела Речи Посполитой в 1795 году Любомль вошёл в состав Российской империи и в дальнейшем стал местечком Владимир-Волынского уезда Волынской губернии.
В 1870 году здесь насчитывалось 425 домов и 2064 жителя.
В 1874 году была проложена железнодорожная линия и построена станция.
В 1881 году Любомль пострадал от сильного пожара.
С осени 1915 года по август 1920 город находился под властью оккупационных войск — немецких, австро-венгерских, польских. Экономика пришла в упадок, значительная часть населения эмигрировала в восточные районы, население города уменьшилось наполовину.
По условиям Рижского договора 1921 года Любомль остался в составе Волынского воеводства Польши.
В 1924 году здесь начал действовать нелегальный уездный комитет КПЗУ (с 1930 года — подпольный райком КПЗУ).
С сентября 1939 года — в составе СССР. В 1939 году получил статус города, здесь началось издание районной газеты.
После начала Великой Отечественной войны 23 июня 1941 от государственной границы к городу Любомль (где находились резервная застава и подразделения 5-й комендатуры 98-го пограничного отряда) с боем отступили оставшиеся в живых пограничники 19-й погранзаставы, весь день 24 июня 1941 года пограничники с прибывшей на подкрепление ротой РККА отбивали немецкие атаки, но в дальнейшем посёлок был оккупирован наступавшими немецкими войсками. В период оккупации (с 25 июня 1941 до 20 июля 1944 года) здесь был создан концентрационный лагерь. Здесь действовал подпольный райком КП(б)У.
В 1942 году фашисты расстреляли почти всё еврейское население Любомльского гетто. Погибло около 5000 евреев, всего несколько десятков человек остались живыми.
В 1953 году здесь действовали маслозавод, несколько предприятий местной промышленности, лесоучасток, две средние школы, семилетняя школа, Дом культуры и библиотека.
В 1980 году здесь действовали завод «Свитязь» (выпускавший узлы и детали для магнитофонов), хлебный завод, производственный участок Владимир-Волынского комбината молочных продуктов, райсельхозтехника, комбинат бытового обслуживания, ПТУ, две средние школы, музыкальная школа, спортивная школа, две библиотеки, краеведческий музей, Дом культуры и кинотеатр.
В январе 1989 года численность населения составляла 10 124 человека, основой экономики в это время являлись предприятия радиоэлектронной и пищевой промышленности.
В мае 1995 года Кабинет министров Украины утвердил решение о приватизации райсельхозтехники.
В ходе административно-территориальной реформы в Украине, в 2020 году Любомльский район был упразднён, а город стал административным центром Любомльской городской общины Ковельского района.

## Население
На 1 января 2013 года численность населения составляла 10 246 человек.

### Языковой состав
Родной язык населения по данным переписи 2001 года:
| Язык       | Численность, чел. | Доля     |
| ---------- | ----------------- | -------- |
| Украинский | 10 070            | 98,05 %  |
| Русский    | 177               | 1,72 %   |
| Другие     | 23                | 0,23 %   |
| Итого      | 10 270            | 100,00 % |

## Галерея
- Церковь Святого Георгия
- Костёл Святой Троицы
- Церковь Рождества Пресвятой Богородицы
- Колокольня костёла Святой Троицы

- Дворец Браницких
- Железнодорожная станция
- Улица, примыкающая к центральной
- Любомльская Районная поликлиника

## Транспорт
Через южную окраину города проходит автомагистраль E373 (совпадает с М07) Варшава-Люблин-Ковель-Сарны-Коростень-Киев, а через центр — автопуть Владимир-Волынский-Брест. Путь от областного центра Луцка проходит по автотрассе М19, которая сходится с еврошоссе Е85, и потом переходит в автопуть М07.
В городе работает автостанция, через которую автобусами и маршрутными такси совершаются перевозки по Любомльской городской общине, Ковельскому району, Волынской области и Украине.
В Любомле есть одноимённая железнодорожная станция, через которую проходит железная дорога Киев-Варшава.

## Памятники архитектуры и истории
- Георгиевская церковь (1264)[5]
- Костёл Святой Троицы (1412 год)[5] с колокольней (1764 год)
- Южный флигель дворца Браницких (1780-е годы)
- Церковь Рождества Пресвятой Богородицы (1884 год)

## Известные уроженцы и жители
- Братунь, Ростислав Андреевич — поэт[5].
- Букатевич, Назарий Иванович — украинский этнограф, историк, языковед.
- Немировский, Леопольд (1810—1883) — живописец, путешественник, каторжанин, участник польского национально-освободительного движения.
- Орбух, Соня (1925—2018) — участница антинацистского сопротивления, просветительница.
- Ужвий, Наталия Михайловна (1898—1986) — актриса театра и кино, народная артистка СССР (1944)[5].